# واصلات
الواصلات عند أهل المنطق قسم من الحروف هي أصناف. فمنها الحروف التي نستعملها للتعريف مثل ألف ولام التعريف ومثل قولنا الذي وأشباهه. ومنها الحروف التي متى قرنت بالاسم دلت على أن المسمى قد نودي باسمه ودعي مثل يا ويا أيها. ومنها الحروف التي تقرن بالاسم فتدل على أن الحكم الواقع على المسمى هو حكم واقع على جميع أجزاء المسمى وهو مثل قولنا كل. ومنها ما يدل أنه حكم على شيء من أجزائه والواسطة هي كل ما قرن باسم ما فيدل على أن المسمى به منسوب إلى آخر وقد نسب إليه شيء آخر مثل من وعن وإلى وعلى وما أشبه ذلك.